# NGC 7313
NGC 7313 é uma galáxia espiral barrada (SBb) localizada na direcção da constelação de Piscis Austrinus. Possui uma declinação de -26° 06' 07" e uma ascensão recta de 22 horas, 35 minutos e 32,4 segundos.
A galáxia NGC 7313 foi descoberta em 24 de Setembro de 1864 por Albert Marth.